# Luras
Luras is een gemeente in de Italiaanse provincie Olbia-Tempio (regio Sardinië) en telt 2627 inwoners (31-12-2004). De oppervlakte bedraagt 86,9 km², de bevolkingsdichtheid is 30 inwoners per km².

## Demografie
Luras telt ongeveer 1007 huishoudens. Het aantal inwoners daalde in de periode 1991-2001 met 3,7% volgens cijfers uit de tienjaarlijkse volkstellingen van ISTAT.
| Jaar | Inwoneraantal |
| ---- | ------------- |
| 1991 | 2762          |
| 2001 | 2660          |

## Geografie
De gemeente ligt op ongeveer 500 meter boven zeeniveau.
Luras grenst aan de volgende gemeenten: Arzachena, Calangianus, Luogosanto, Sant'Antonio di Gallura, Tempio Pausania.
Aggius · Aglientu · Alà dei Sardi · Arzachena · Badesi · Berchidda · Bortigiadas · Buddusò · Budoni · Calangianus · Golfo Aranci · La Maddalena · Loiri Porto San Paolo · Luogosanto · Luras · Monti · Olbia · Oschiri · Padru · Palau · San Teodoro · Sant'Antonio di Gallura · Santa Teresa Gallura · Telti · Tempio Pausania · Trinità d'Agultu e Vignola
1. ↑  https://demo.istat.it/?l=it.